# Митякинская
Митякинская — станица в Тарасовском районе Ростовской области; административный центр Митякинского сельского поселения.

## География
Находится на левом берегу реки Северский Донец — притока Дона. С запада, по Северскому Донцу, граничит с Украиной.

### Улицы
| - ул. Большая Садовая - ул. Дюбина - ул. Красноармейская - ул. Ленина - ул. Лесная - ул. Луначарского - ул. Малая Садовая - ул. Менжинского | - ул. Мира - ул. Молодежная - ул. Песчаная - ул. Подлесная - ул. Седова - ул. Советская - ул. Сосновая - ул. Фрунзе | - пер. Колхозный - пер. Лесхозный - пер. Первомайский |

## История
Станица Митякинская была основана в 1549 году. Она является одной из старинных станиц донского казачества и на двести лет старше Ростова-на-Дону (1749). Входила в Донецкий округ Области Войска Донского. К 1917 году население её составляло более 28 тыс. казаков и казачек (не считая иногородних).
Станица имеет собственный герб.

## Хутора до 1914 года
Атаманский, Верхне-Грачинский, Верхне-Дубовской, Верхне-Митякинский, Верхне-Таловский, Власовский, Нижне-Грачинский, Нижне-Дубовской, Нижне-Митякинский, Нижне-Таловский, Средне-Дубовской, Средне-Митякинский. Садки.

## Население
| 2010 |
| ---- |
| 2081 |

### Известные уроженцы
- Ковалев, Анатолий Васильевич (1924—?) — подпольщик Великой Отечественной войны, участник антифашистской организации «Молодая Гвардия».
- Абрамов, Фёдор Фёдорович (1871—1963) — участник Русско-японской и Первой мировой войн, один из руководителей Белого движения во время Гражданской войны в России.